# Tank (fotografia)

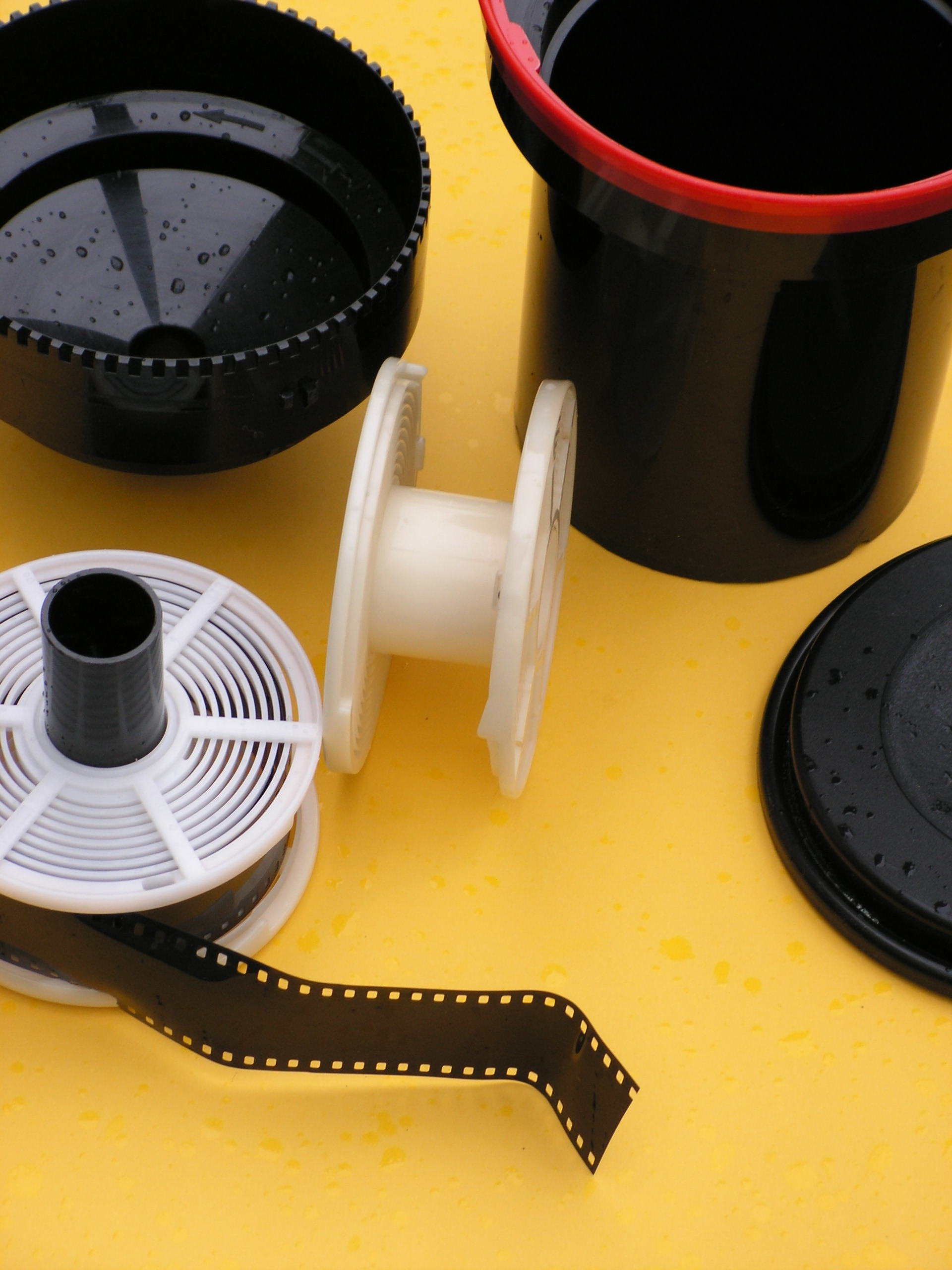
Tank Patterson per sviluppo fotografico di pellicola bianco e nero

La tank per sviluppo fotografico è un contenitore a tenuta di luce, usato nel trattamento chimico delle pellicole fotografiche in striscia nelle altezze dei formati più diffusi: 135/126 - 127 - 120/220, (sebbene siano state prodotte tank speciali per i miniformati Minox e16mm). 
Fatta eccezione per pochi modelli cosiddetti "multipli", le tank consentono il trattamento di una pellicola alla volta; sono pertanto inadatte ai laboratori fotografici e l'utenza tipica è rappresentata dai fotografi "analogici" dilettanti o professionisti che desiderino avere il controllo totale sul processo, a partire appunto dal trattamento della pellicola.

## Principio di funzionamento
La pellicola viene inserita in una spirale (di acciaio inossidabile o di plastica) e chiusa in un cilindro (a sua volta di acciaio o plastica nera), dotato di un coperchio che consente, attraverso un foro centrale, l'introduzione dei bagni chimici per lo sviluppo, arresto e fissaggio senza far entrare la luce. 
Una volta inserita, rigorosamente in camera oscura, la pellicola nella spirale e richiusa la tank, tutto il processo può avvenire in piena luce, senza rischi per il materiale sensibile.

## Tipi di spirale

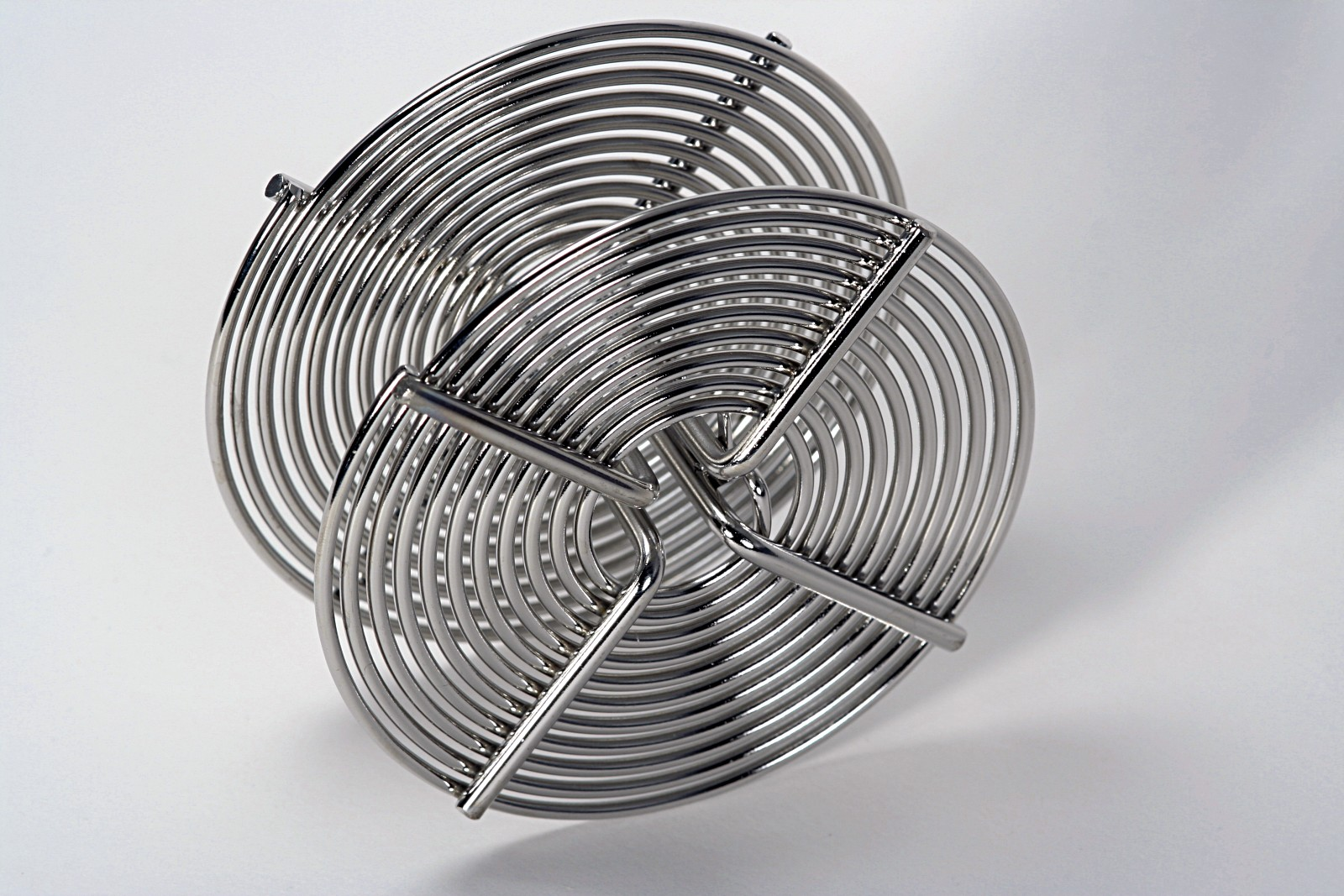
Spirale in acciaio

Lo scopo della spirale è di mantenere la pellicola avvolta con le spire regolarmente distanziate, in modo da consentire una buona circolazione delle soluzioni chimiche e un rinnovo della superficie di contatto dei bagni, mediante rotazione della spirale o il capovolgimento della tank.
Le spirali di acciaio hanno altezze fisse e possono quindi accogliere solo le pellicole per cui sono state progettate. Le spirali di plastica sono generalmente costruite in due metà adattabili a diverse altezze di pellicola e in grado di ruotare di un piccolo angolo fra di loro.
Poiché l'inserimento della pellicola avviene "alla cieca" i costruttori hanno ideato soluzioni che facilitassero questa operazione, sebbene l'uso delle spirali metalliche resti generalmente più difficoltoso.
Prima dell'inserimento nella spirale, le pellicole 135 vanno private della coda iniziale (il tratto di altezza minore), le pellicole 120/127/220 della carta di protezione, le 126 devono essere estratte dalla cassetta che le contiene e private della carta di protezione.
Utilizzando la spirale di acciaio, la pellicola viene dapprima fissata al centro della spirale da una clip, quindi leggermente curvata a mano in modo da imboccarla nei solchi più interni. A questo punto, si ruota la spirale lentamente (tenendo la pellicola leggermente tesa) fino a che tutta la pellicola risulta avvolta nelle spire.
Utilizzando la spirale di plastica, la pellicola viene inserita invece a partire dalla spira più esterna, dove viene impegnata da un'indentatura autobloccante e fatta quindi avanzare verso l'interno con un movimento rotatorio avanti-indietro delle due metà della spirale, fino all'inserimento totale.